# Fotografia a Luxemburg

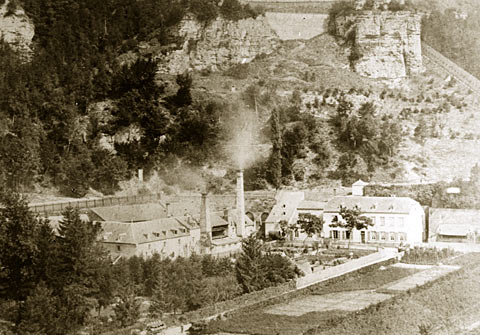
Pierre Brandebourg: Cerveseria a Clausen, Luxemborg (c. 1865).

La Fotografia a Luxemburg s'associa sovint amb dues figures que han nascut a Luxemburg i que la van abandonar quan eren molt joves: Edward Steichen (1879 - 1973) un americà que va fer contribucions excel·lents en fotografia de moda i militar durant la primera meitat del segle xx; mentre que Gabriel Lippmann (1845-1921), un francès, que va ser guardonat amb el premi Nobel de Física pels seus èxits en la fotografia en color. Tanmateix, hi ha molts ciutadans de Luxemburg que es recorden per registrar el desenvolupament de la ciutat de Luxemburg i del país com un tot des de la dècada de 1850 fins a l'actualitat.

## Primeres contribucions

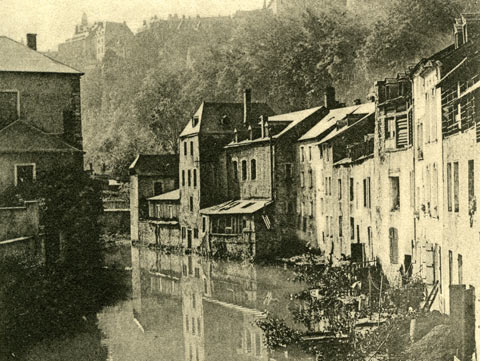
Charles Bernhoeft: Pfaffenthal, Luxemburg (c. 1904)

Pierre Brandebourg (1824-1878), va establir el primer estudi fotogràfic a la ciutat de Luxemburg, havia estudiat art a les acadèmies de París, Anvers i Múnic abans de passar a la fotografia per complementar els seus ingressos. Gràcies a la seva primmirada composició i la il·luminació, els retrats de la "«chez Brandenbourg» es van fer cada vegada més populars. Brandenbourg també va realitzar una sèrie de fotografies de les indústries a l'evolució de Luxemburg de la dècada de 1860, algunes de les quals estan emmagatzemades als arxius d'accés públic a la Fototeca de Ciutat de Luxemburg.
Paul Kutter (1863-1937) va ser un dels primers fotògrafs de Ciutat de Luxemburg. Nascut a Flums, Suïssa, va obrir el seu primer estudi el 1883, a la vora de Bock Luxemburg. Tant el seu fill Édouard i el seu net, també anomenat Édouard, van continuar amb el negoci familiar a la Ciutat de Luxemburg durant molts anys.

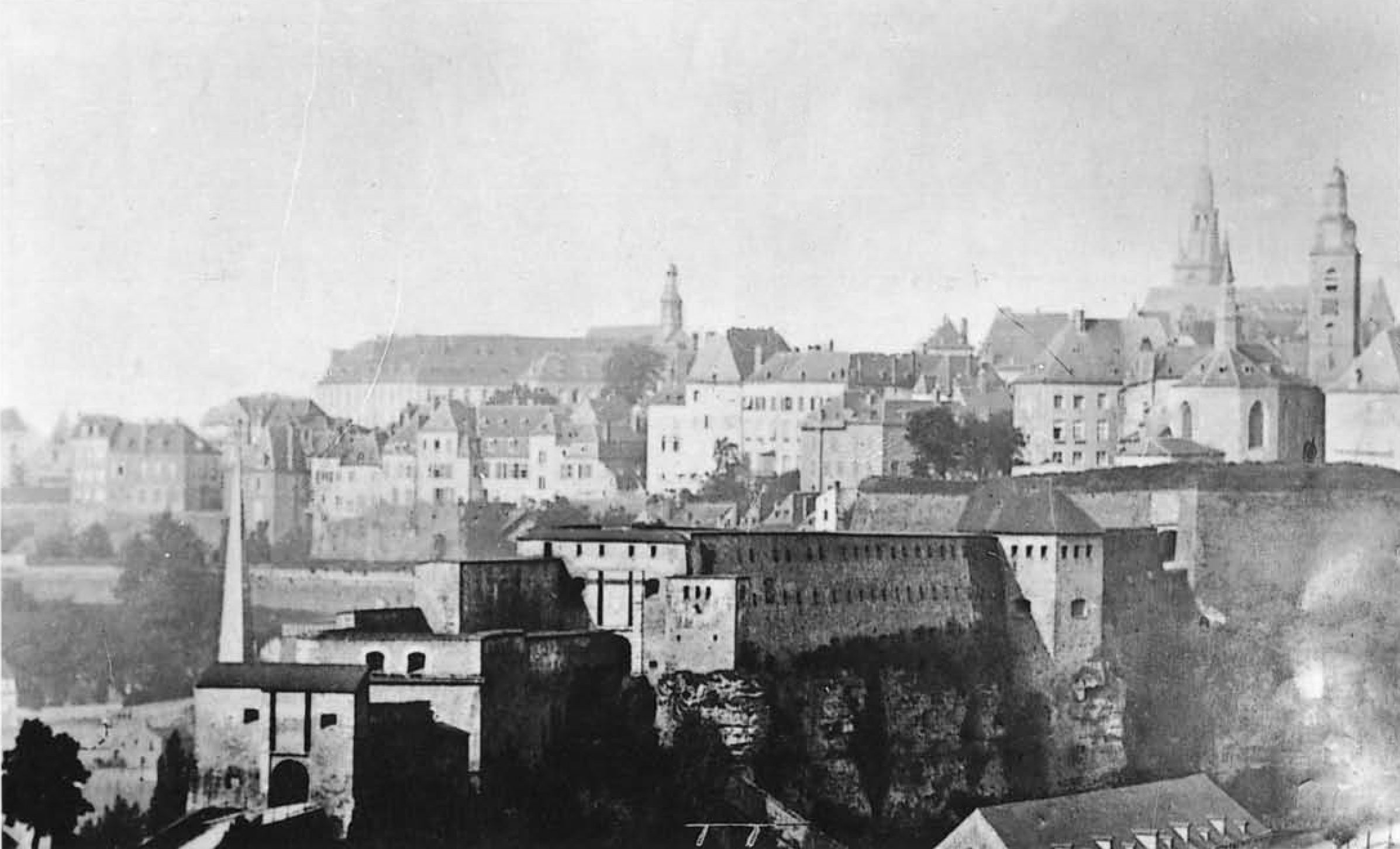
Fotografia de les fortificacions del Bock (c. 1867), autor desconegut.

Charles Bernhoeft (1859-1933) va fer retrats de la cort del Gran Ducat, així com nombrosos paisatges, que es van convertir en targetes postals. El 1895, va tenir un paper decisiu en el llançament de la primera revista setmanal il·lustrada de Luxemburg, Das Luxemburger Land in Wort und Bild, però només va poder publicar nou nombres. Ha deixat una sèrie d'àlbums de fotografies de luxe, revistes il·lustrades i sobretot diverses sèries de postals, una de les quals conté 1.600 imatges diferents. Un anunci indica que unes vint persones van ser emprades per la seva empresa, Editions photographiques Bernhoeft. Gran part del seu èxit comercial es va deure amb el seu nomenament com a fotògraf de la cort el 1891. El seu grau d'èxit va significar que el 1900 va estar en condicions de construir unes noves instal·lacions de tres plantes del que ell va nomenar Atelier Bernhoeft a la cantonada de la rue de l'Arsenal (Grand-Rue) i del bulevard Royal. Per als seus retrats, va utilitzar els formats disponibles de la targeta de visita i la targeta de gabinet.

## Un aficionat dedicat

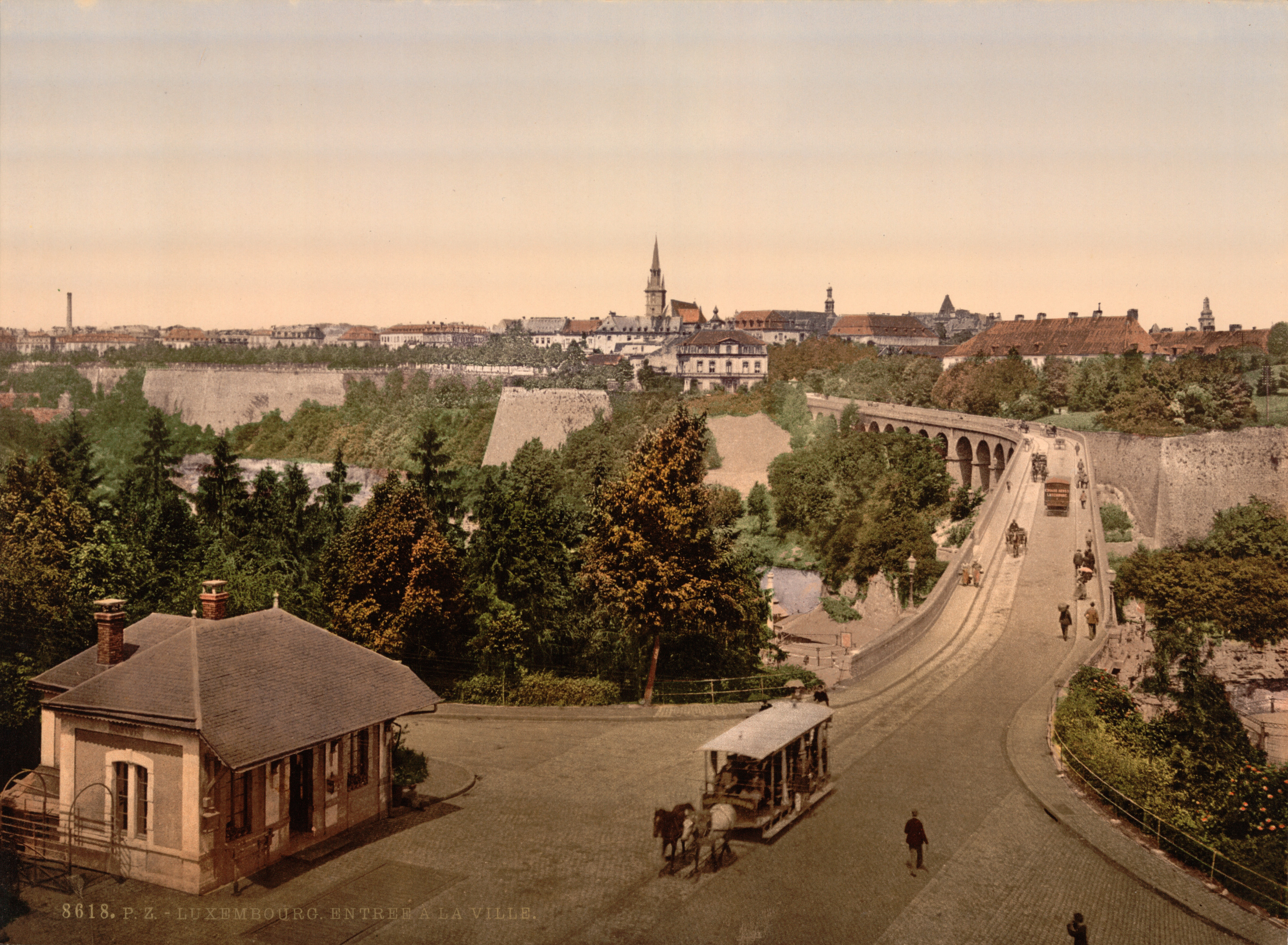
Una fotografia acolorida de Luxemburg d'autor desconegut. (c. 1895)

Batty Fischer (1877-1958) va ser un dentista a la ciutat de Luxemburg, però és més recordat per la seva col·lecció d'unes 10.000 fotografies que documenten el gran desenvolupament de la ciutat des de finals del segle xix fins a la dècada de 1950. Moltes d'elles documenten els edificis de la ciutat, en particular les façanes i acabats artístics, en els que ell va prendre un interès especial. Les seves fotografies sovint transmeten una vitalitat inusual de com ell se les arreglava per aconseguir als seus personatges en el curs de les seves activitats normals, de vegades també divertida en els seus moments d'oci. A diferència d'altres fotografies existents de Luxemburg del mateix període, les realitzades per Fischer són inusuals en el seu número i continuïtat. Fischer va deixar un registre complet de com la ciutat es va desenvolupar durant un llarg període, des de la Belle Époque dels anys de la postguerra.

## Fotògrafs contemporanis
Yvon Lambert nascut el 1955 a la ciutat de Luxemburg, és un fotògraf que també va treballar com a fotoperiodista freelance en una sèrie de reportatges internacionals sobre qüestions socials. Entre el 1990 i el 1991, va passar llargues temporades a Nàpols en el marc de Pépinières européennes pour jeunes artistes en suport dels artistes joves. Això li va portar a l'edició del seu primer llibre: Naples, un hiver (1993). A partir de 1993, va viatjar a diversos països d'Europa Central. El 1995, en el marc del projecte: D'est en ouest, chemins de terre et d'Europe organitzat pel Centre Georges Pompidou de París, va ser responsable de fotografiar escenes rurals de Romania. El seu treball va ser posteriorment presentat al Centre Pompidou. El mateix any, en la participació en el Grand Prix de la Ville de Vevey, va rebre el Premi del Gran Format pel seu Histoires de Frontières. A la tardor de 2004, Lambert va passar cinc setmanes a Nova York fotografiant la vida als carrers de la ciutat. Això va donar lloc a una exposició presentada per les autoritats de Luxemburg en la Maison du Luxembourg a Nova York titulada Chroniques New-Yorkaises.
Marianne Majerus (nascuda el 1956) ara amb residència a Londres, està especialitzada en la fotografia de retrat i de jardins. Ha contribuït en una sèrie de llibres sobre jardineria i ha rebut diversos premis. El 2010, Majerus va ser una de les tres persones nomenades International Garden Photographer of the Year per la seva fotografia Layered landscape: a moment captured.
Patrick Galbats (nacut el 1978) és un fotògraf independent i reporter gràfic que ha completat una sèrie de reportatges presentats artísticament. Entre 2002 a 2006, va treballar per a la revista setmanal Revue. Des de 2007, ha estat un fotògraf independent.
El 2001, va realitzar una sèrie de fotografies al Centre Pénitentiaire de Luxemburg. El 2003, va completar una sèrie de la gent del carrer i els addictes a les drogues que s'exhibeix a l'estació de trens de Luxemburg. L'any següent, el Centre Nacional Audiovisual va publicar la seva obra Doina, una col·lecció que va crear durant tres viatges a Romania (2001-2003). Va presentar també el reportatge Haïti for Objectif Tiers Monde que revela les condicions a Haití després de la partida de Jean-Bertrand Aristide.

## Fototeca

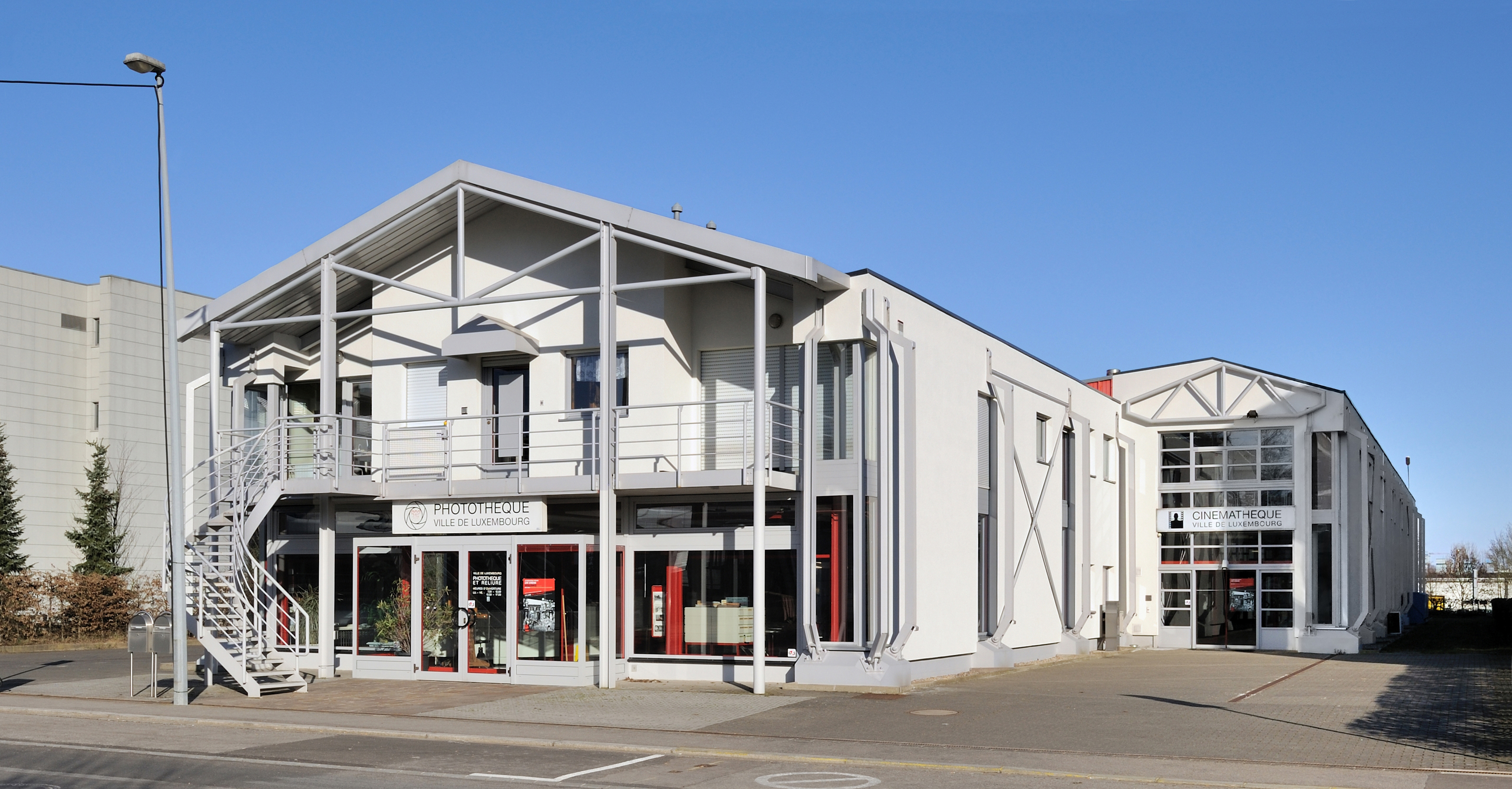
Fototeca de Ciutat de Luxemburg (2011).

Fundada el 1984 a la Ciutat de Luxemburg la Fototeca té vàries grans col·leccions de fotografies de la ciutat realitzades entre 1855 al segle xxi, amb un total d'uns quatre milions d'imatges. Les primeres adquisicions (1985), considerades com les més importants, consisteixen en la col·lecció de Bernard Wolff amb vistes històriques preses per diferents fotògrafs durant el període final de les fortificacions de Luxemburg, la col·lecció de Batty Fischer amb fotografies que documenten el desenvolupament de la ciutat als XIX i XX, i un sèrie d'originals preses per Edward Steichen. Tots els arxius de la Fototeca són de lliure accés al públic de dilluns a divendres en horari d'oficina.